# اليوم السادس (فلم 2000)
اليوم السادس (بالإنجليزية: The 6th Day) هو فيلم أمريكي أنتج عام 2000. الفيلم من نوعية الخيال العلمي والأكشن والإثارة وهو من إخراج روجر سبوتيزوود، وبطولة أرنولد شوارزنيجر الذي لعب دور رب الأسرة آدم جيبسون، الذي استنسخ ليكون في المستقبل من عام 2015.

## روابط خارجية
- مقالات تستعمل روابط فنية بلا صلة مع ويكي بيانات